# Ceraeochrysa montoyana
Ceraeochrysa montoyana is een insect uit de familie van de gaasvliegen (Chrysopidae), die tot de orde netvleugeligen (Neuroptera) behoort. 
Ceraeochrysa montoyana is voor het eerst wetenschappelijk beschreven door Navás in 1913.